# Ionisator
Als metallischer Kamm- oder Sägezahn-Ionisator (auch Ionisierer) werden Geräte geringer Leistung bezeichnet, die Ionen mittels Hochspannung erzeugen.
Die Sauerstoff-Ionen werden durch elektrische Ionisation von Molekülen erzeugt.

## Typen und Bauweisen

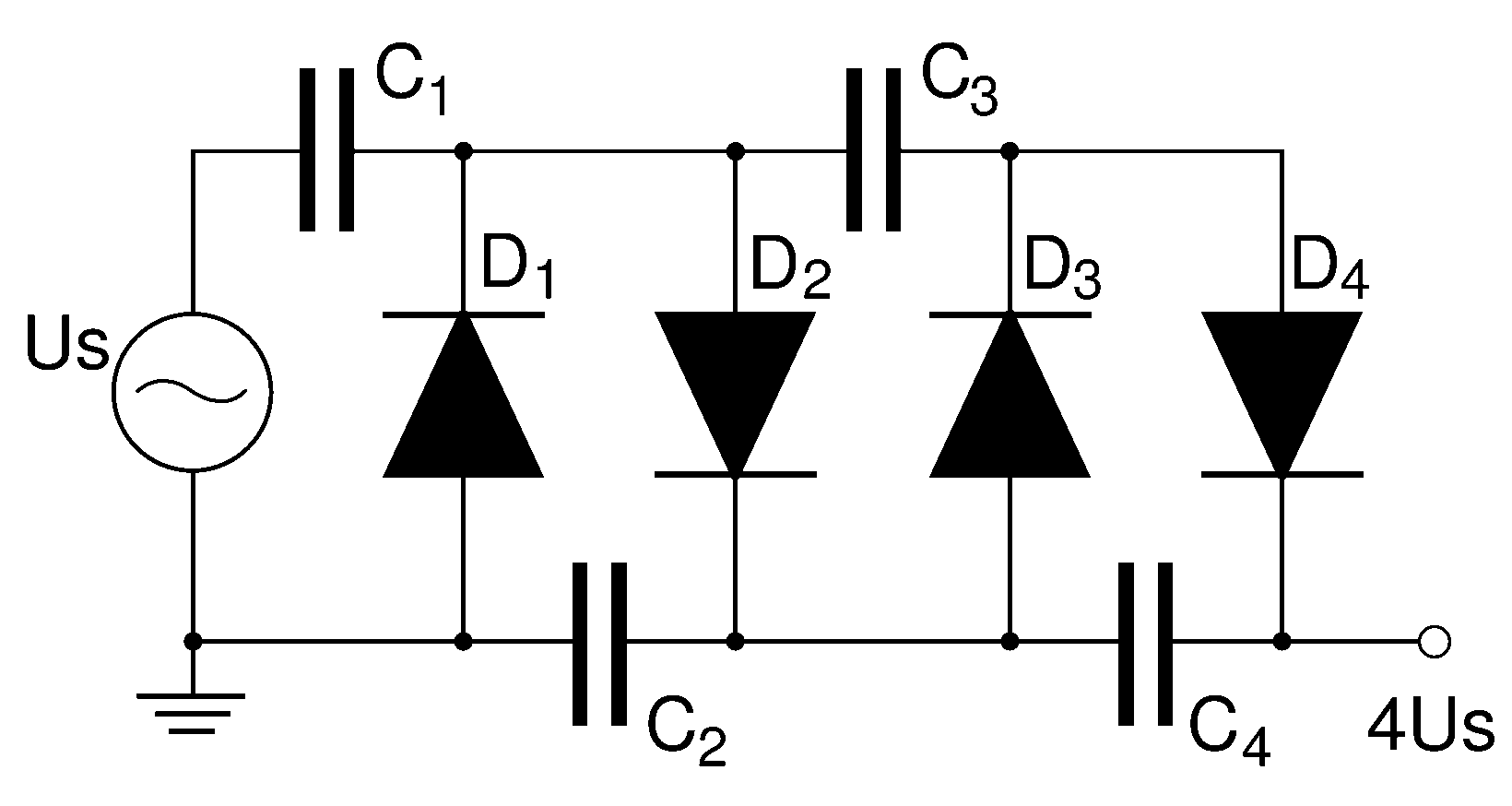
Erzeugung von Hochspannung durch eine Hochspannungskaskade

Ionisatoren sind Geräte zur partiellen Ionisierung von Luft. Wird diese ionisierte Luft in Räume oder direkt auf Oberflächen geblasen, kann man Materialien auf- bzw. entladen. Die entstehenden Radikale fördern chemische Abbauprozesse, was zur Geruchsbeseitigung und Desinfektion genutzt werden kann.
Ionisatoren arbeiten mit Hochspannung, meistens von einigen Tausend Volt, und einer elektrischen Entladung an Spitzen, oder sie enthalten Quellen ionisierender Strahlung (Ultraviolettstrahler, radioaktive Isotope). Die erreichbaren Ströme betragen meist etwa 1 µA, das entspricht einigen Milliarden Ionen pro Sekunde.

### Ionisatoren mit Koronaentladung

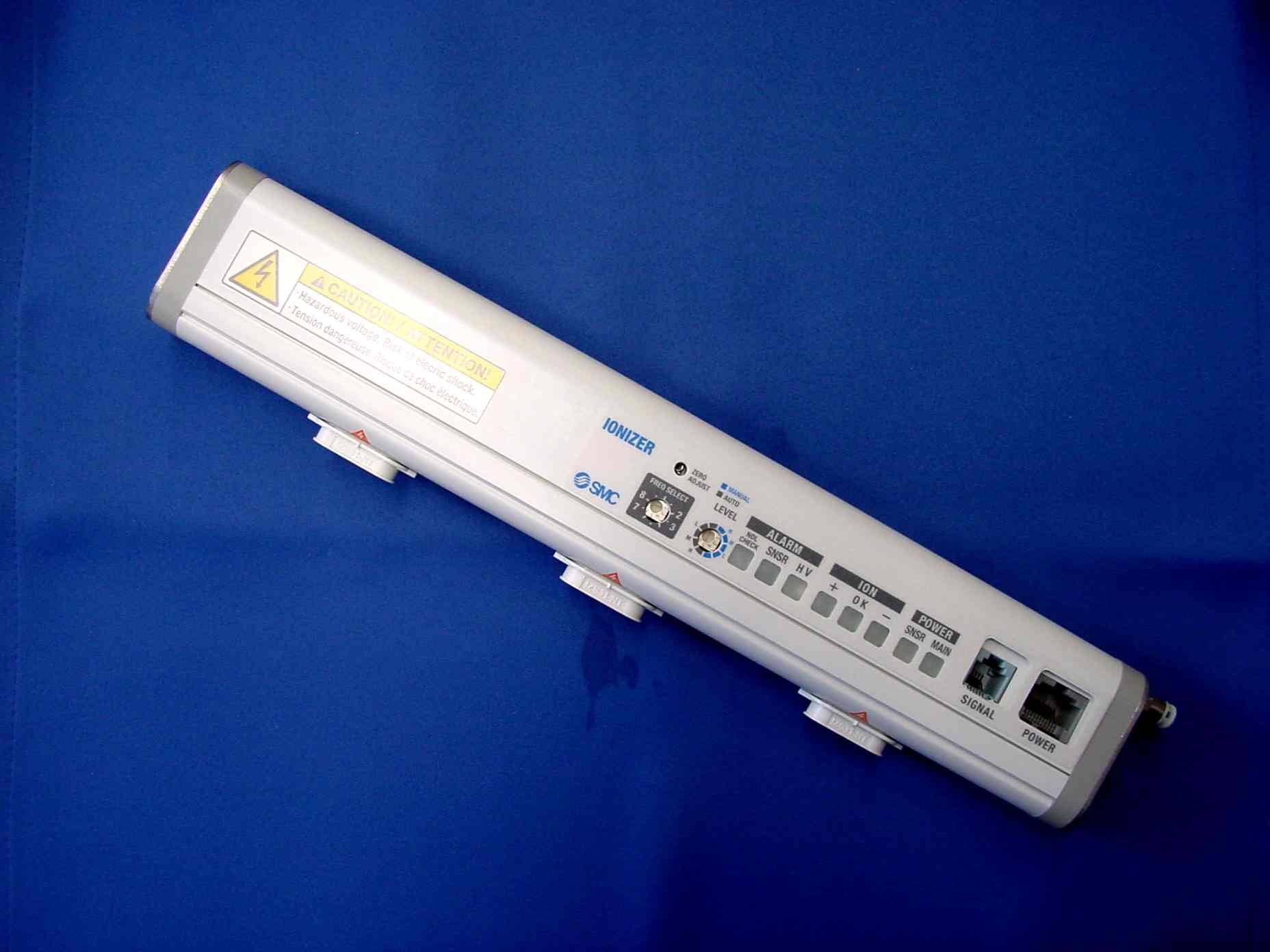
Ionisierer mit Koronaentladung

Solche metallischen Ionisatoren besitzen mit Hochspannung versorgte leitfähige Spitzen, die durch Koronaentladung und Feldemission in der unmittelbaren Umgebung Ionen erzeugen. Es gibt Ausführungen, die ungeregelt ständig Ionen erzeugen, und andere, bei denen das elektrische Feld durch Messung und gezielte Nachstellung der Hochspannung geregelt wird (geregelter Ionisator).
Geregelte und ungeregelte Ionisatoren werden sowohl zum Aufbau definierter Ladungen als auch zur Ableitung unerwünschter Ladungen (Verhinderung von elektrostatischen Aufladungen und ESD) eingesetzt.
Um zu erreichen, dass die Ionisatoren in größerem Abstand zum zu entladenden Material aufgestellt werden können (bis zu ca. 2 m), werden sie auch mit Blasluftdüsen angeboten oder an vorhandene Düsen angebaut. Dadurch werden die Ionen zusammen mit der Luft zur Wirkstelle hingeblasen (z. B. in Druckmaschinen).
Sägezahn-Ionisatoren sind oft als dünne kammartige Leisten ausgebildet. Sie werden mit Gleich- oder Wechselspannung gespeist. Bei Wechselspannung werden alle Kammspitzen gemeinsam an die Spannungsquelle angeschlossen. Bei Gleichspannung sind die dicht nebeneinander angeordneten Metallspitzen abwechselnd positiv und negativ geladen.
U. a. in Xerox-Kopierern und Laserdruckern wird mit wechselspannungsüberlagerter Gleichspannung gearbeitet. Hier dienen die Ionisatoren der berührungslosen elektrostatischen Aufladung der Bildtrommel vor der Belichtung.

### Ionenerzeugung durch Strahlung
Ultraviolettstrahlung und andere ionisierende Strahlung (Alpha-, Beta-, Röntgen- und Gammastrahlung) erzeugen ebenfalls Ionen.
Ultraviolettstrahler wurden früher im Dauerbetrieb in Krankenhäusern zur Desinfektion eingesetzt. Heute findet man sie in der Trinkwasseraufbereitung sowie zur Aushärtung von Lacken, Harzen und Kunststoffen. Die Hauptwirkung entsteht dabei nicht durch Ionen. Ein relativ häufig verwendetes Radionuklid ist dabei Polonium-210, ein Alphastrahler mit rund 134 Tagen Halbwertszeit.
Radioaktive Isotope (Radionuklide) werden u. a. in Ionisationsrauchmeldern zur Detektierung Ionen absorbierender Substanzen (Rauchgase, Aerosole) eingesetzt. Dabei wird die durch Ionisierung hervorgerufene Leitfähigkeit der Luft gemessen. Diese Leitfähigkeit sinkt bei Anwesenheit von organischen Gasen oder Aerosolen. Üblicherweise wird hierbei Americium-241 verwendet, ein Alphastrahler mit einer Halbwertszeit von etwa 431 Jahren, welche die Lebensdauer billiger Rauchmelder um Größenordnungen überschreiten dürfte – insbesondere, wenn selbige mit fest verbauten Primärzellen betrieben werden.

## Anwendungen

### Beseitigung von elektrostatischer Aufladung
Eine Anwendung von Ionisatoren ist die Beseitigung elektrostatischer Aufladungen (Gefahr elektrostatischer Entladungen, Brandgefahr, Personenschutz). Sie wird eingesetzt, wenn die aufgeladenen Teile durch Erdung allein nur unzureichend entladen werden können.
Elektrostatische Entladungen sind eine Gefahr an Anlagen, bei denen elektrisch isolierende Produkte bewegt werden (Folienherstellung, Folienverpackungen, Halbleiterproduktion, Papierherstellung, Druckmaschinen, Textilienherstellung, Getreidemühlen, Abfüllanlagen). Hier besteht Brand- und ggf. Explosionsgefahr. Mit Ladungsableitung bzw. mittels Ionisatoren schwach leitfähig gemachter Luft wird dabei auch verhindert, dass das Verarbeitungsgut aufgrund elektrostatischer Aufladung aneinander oder an den Transportbahnen haftet, was den Transport behindern würde. Weiterhin kann so die Anziehung von unerwünschten Partikeln verhindert werden. In Papierbögen verarbeitenden Maschinen wird elektrostatisches Verkleben bei der Trennung der Bögen vom Stapel, beim Transport des Bogens innerhalb von Maschinen sowie auch beim Abstapeln am Ende der Maschine mit Ionisatoren verhindert. In Bogenoffsetdruckmaschinen wird durch Ionisation verhindert, dass Farbtropfen vorzeitig vom Druckzylinder auf den Bogen des Gegendruckzylinders überspringen.
An Arbeitsplätzen zur Herstellung und Verarbeitung elektronischer Bauelemente (Wafer, Schaltkreise, Leuchtdioden, Laserdioden, Leiterplatten-Bestückung) werden Ionisatoren verwendet, um einerseits den ESD-Schutz der Komponenten zu gewährleisten und andererseits Verschmutzung durch elektrostatisch angezogene Staubpartikel zu verhindern.
Zur Kontrolle der Wirkung der zum ESD-Schutz eingesetzten Ionisatoren gibt es den so genannten Charged Plate Monitor (CPM), ein Messgerät, mit dem das Ladungsfeld, als Abbild der Ladung, zwischen zwei definierten Platten bestimmt werden kann.

### Koronabehandlung von Kunststoffflächen
Koronabehandlung ist das oberflächliche Aufrauen und Aktivieren nichtleitender Oberflächen mittels Koronaentladungen, meist um die Verklebbarkeit oder Haftung zu verbessern. Nach einer solchen Behandlung können Kunststoffflächen besser oder (bei manchen Kunststoffen) überhaupt erst laminiert oder beschichtet werden.

### Luftreiniger
Geräte zur Ionisierung der Raumluft gibt es in unterschiedlichen Größen und mit unterschiedlicher Leistung. Am unteren Ende des Leistungs- und Größenspektrums finden sich Kleinstgeräte für den Zigarettenanzünder im Auto oder den USB-Port. Für den Betrieb in der Küche oder auf dem Schreibtisch sind Modelle mit kompakten Maßen (etwa so groß wie eine Ein-Liter-Milchpackung) erhältlich. Häufig sind Ionisatoren eine Teilkomponente von Luftreinigern, die über den Ionisator hinaus über weitere Ansätze (z. B. Filter und UV-Licht) zur Reinigung der Luft verfügen.
Die Wirkung des Ionisators als Luftreiniger ist vor allem auf die staubbindende Wirkung zurückzuführen, die darauf beruht, dass geladene Ionen sich an Staubpartikeln in der Luft anlagern und durch ihre elektrostatische Wechselwirkung einen Zusammenschluss mit weiteren Partikeln zu einem größeren Cluster fördern. Diese Cluster können von einem Luftreiniger besser gefiltert werden als Einzelpartikel. Demnach können der Abscheidegrad und die Reinigungsleistung des Luftreinigers durch die Ergänzung eines Ionisators erhöht werden.
Neben der staubbindenden Wirkung kann das bei der Raumluft-Ionisation entstehende Ozon einen Teil zur Luftreinigung beitragen. Das hochreaktive Molekül bewirkt eine Spaltung vieler geruchsbildender Moleküle. Der Vorteil des Ozons liegt darin, dass es auch in bereits durch Geruch belastete Stoffe eindringt und den Abbau der Geruchsmoleküle auch dort bewirkt. Es ist jedoch zu beachten, dass Ozon gesundheitliche Risiken birgt (siehe „Kritische Betrachtung“).
In der Nahrungsmittelindustrie werden Ionisatoren seit Ende der 1970er Jahre eingesetzt, um die Belastung durch Bakterien, Pilzsporen und Reifungsgase zu reduzieren. So ist es z. B. möglich, frische Früchte über einen langen Zeitraum hinweg auch ohne den Einsatz von teuren und gesundheitsschädlichen Edelgasen oder Antibiotika zu lagern (z. B. beim Seetransport über Kontinente hinweg).
Das deutsche Umweltbundesamt steht der Technologie kritisch gegenüber und verlangt von den Herstellern einen Unbedenklichkeits- und Wirksamkeitsnachweis. Der österreichische Arbeitskreis Innenraumluft im Klimaschutzministerium (BMK) rät in seinem Positionspapier zu Luftreinigern von der Verwendung der Ionisationstechnologie („Kaltplasma“) ab, da die Gefahr besteht, dass bei Verwendung kurzlebige reizende chemische Nebenprodukte und Gerüche entstehen, und unbedenkliche Alternativen bestehen. Ein Nachweis der Unbedenklichkeit wäre auf Grund der Unmöglichkeit, die extrem kurzlebigen Reaktionsprodukte analytisch zu erfassen, theoretisch gar nicht möglich. 
Die darüber hinausgehende Wirkung der Kleingeräte für den Hausgebrauch, u. a. Steigerung des Wohlbefindens und frischere Raumluft, die auf der Erzeugung von Anionen beruhen sollen, sind wissenschaftlich nicht nachgewiesen und werden kontrovers diskutiert. Die Grundlage dieser Diskussion bildet die Messung unterschiedlicher Ionen-Konzentrationen (z. B. am Wasserfall, am Strand, in der Wohnung) und dem subjektiven Wohlbefinden an diesen Orten.

#### Kritische Betrachtung
Allerdings bergen die Abbauprodukte von Nikotin und Zigarettenrauch, neben dem Ozon selbst, hohe gesundheitliche Risiken, so dass z. B. die Deutsche Lungenstiftung davor warnt, den schlechten Geruch verrauchter Räume mit Ozon generierenden Luftreinigern zu beseitigen.
Beim Ionisieren entsteht auch bei heutigen Geräten Ozon und weitere, zum Teil geruchsaktive Nebenprodukte. Das reaktive Gas Ozon wirkt als Desinfektionsmittel keimtötend und reizt bereits in sehr geringen Konzentrationen die Atemwege. Das Gesundheitsamt der Stadt Zürich warnt zudem vor gesundheitsschädlichen Folgeprodukten in der Raumluft, welche durch Ozon verursacht werden.
Überlegungen zur Wirkung und toxikologischen Relevanz von NTP-Luftreinigungsgeräten ergeben, dass der Einsatz von nichtthermischem Plasma nicht empfehlenswert ist. Insbesondere ist vor dem Betrieb in Räumen zu warnen, in denen sich Menschen aufhalten. Zusätzlich entstehen „metallische“ Gerüche, die vermutlich auf die entstehenden Reaktionsprodukte zurückzuführen sind. Derartige Nebenprodukte stehen im Verdacht, schleimhautreizend zu sein.

### Ionisatoren in elektrischen Haushaltsgeräten
Im Handel sind auch Haartrockner, Staubsauger und Notebooks mit Ionisatoren erhältlich, die eine antistatische Wirkung versprechen.
Sogenannte Wasser-Ionisatoren für den Haushalt sollen angeblich die Qualität des Trinkwassers verbessern.

## Sicherheit

### Elektrische Sicherheit
Die Betriebsspannungen von Korona-Ionisatoren bilden bei fachgerechter Isolation oder einer Fehlerstromschutzschaltung keine Gefahr. Die Ströme bei Laserdruckern und Kopierern sind meist zu klein, um bei Berührung Gesundheitsschäden hervorzurufen.
Da die zu beseitigenden elektrischen Felder von vielen Faktoren wie z. B. natürlichen Ionenwolken, offenem bewegtem Wasser, offenem Feuer, Luftfeuchtigkeit usw. beeinflusst werden, treten sie in der Praxis vollkommen unvorhersehbar auf. So kann beispielsweise vollkommen gleich behandeltes Verarbeitungsgut ein und derselben Charge unterschiedlich aufgeladen sein. Selbst das gleiche Verarbeitungsgut kann bei wiederholter Verarbeitung unterschiedlich geladen sein. Gleichspannungs-überlagerte Ionisatoren zur elektrostatischen Entladung können unter diesen Umständen funktionell umkippen und dann aufladen statt zu entladen. Der Abstand der Spitzen und die anliegende Spannung, gegebenenfalls Luftströmung und Pulszeiten, müssen deshalb aufeinander abgestimmt sein.

### Sicherheit von Radionukliden
Mit Radionukliden betriebene Ionisatoren enthalten üblicherweise schon aufgrund der Kosten der entsprechenden Nuklide nur extrem geringe Mengen. Zusätzlich finden bevorzugt Alphastrahler Verwendung, deren Gefährlichkeit nur bei Aufnahme in den Körper relevant ist. Die entsprechenden Geräte sind zusätzlich gegen die Umwelt abgeschirmt, um unbeabsichtigte Freisetzung der enthaltenen Materialien zu vermeiden. Die Gefahr bewegt sich hier also in einem ähnlichen Bereich wie bei Batterien, welche ebenfalls nicht verschluckt oder eingeatmet werden sollten.